# 彭祖氏
彭祖氏，殷商時代的氏族，為大彭氏的支系，相傳在殷商時為世襲史官。為彭姓的先祖。

## 來源
彭祖氏源自大彭氏，大彭氏是商朝的諸侯，曾被列為五霸之一。在商朝時，曾是獨立侯國，但在商朝末年時被滅。
根據《世本》，彭祖氏在殷商時為世襲史官。《論語》中，孔子曾稱讚此氏族中的成員。
楊樹達認為，卜辭中常見的大方，即大彭氏。